# Lumbricus
A Lumbricus a földigiliszta-félék (Lumbricidae) családjába tartozó nem. Legismertebb képviselője a közönséges földigiliszta (Lumbricus terrestris).

## Fajok
Lumbricus badensis

Lumbricus baicalensis

Lumbricus castaneus

Lumbricus centralis

Lumbricus festivus

Lumbricus friendi

Lumbricus improvisus

Lumbricus klarae

Lumbricus meliboeus

Lumbricus polyphemus

Lumbricus rubellus

Lumbricus terrestris

Lumbricus variegatus